# 南下沼駅

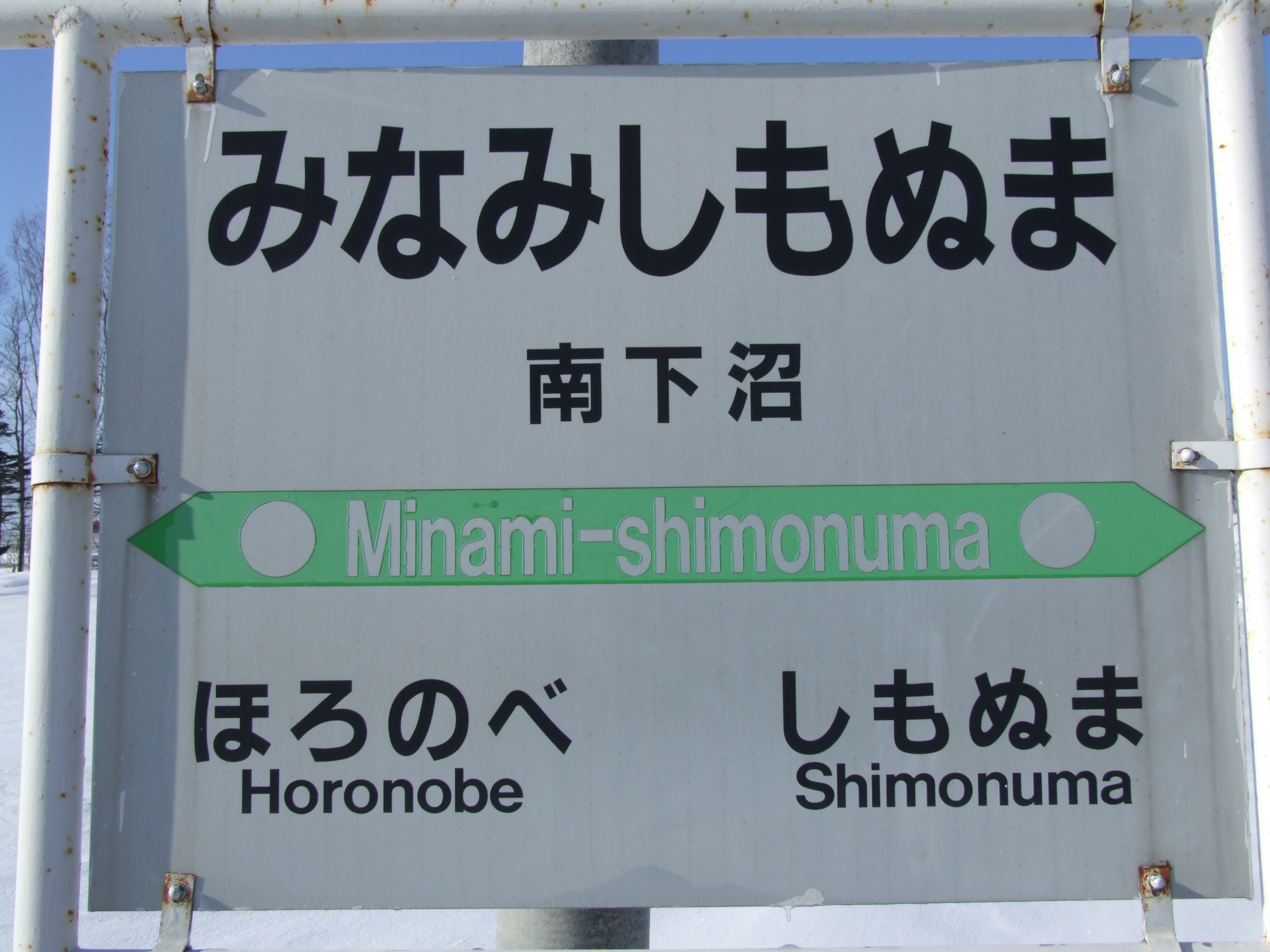
駅名標（2006年3月）

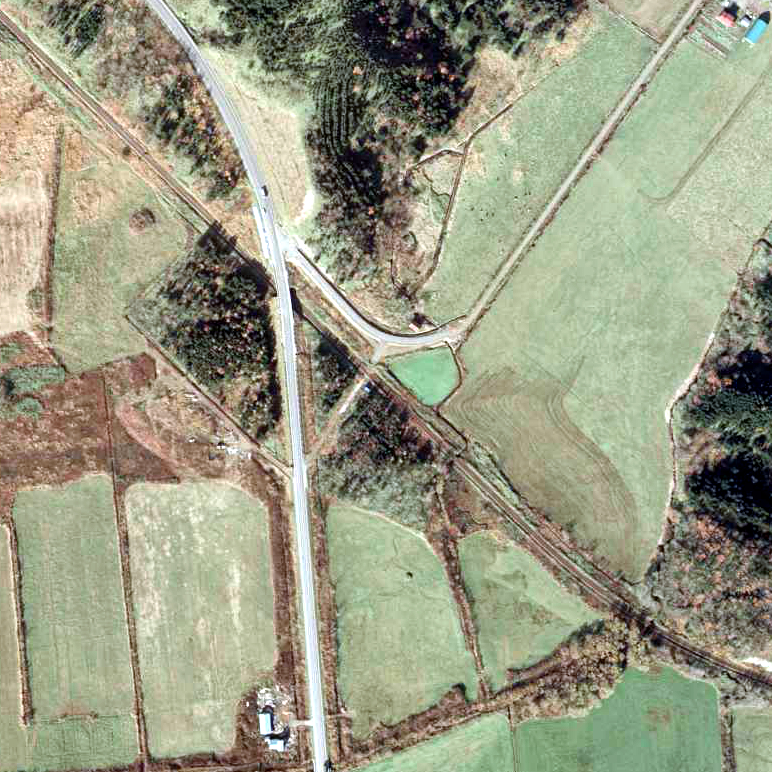
1977年の南下沼仮乗降場の状況。周囲約500m範囲。左上が稚内方面。ホームの稚内側に踏切があり、その手前左手に水色屋根の待合室が見える。その先の跨線橋は国道40号。

南下沼駅（みなみしもぬまえき）は、北海道（留萌支庁）天塩郡幌延町字下沼にあった北海道旅客鉄道（JR北海道）宗谷本線の駅（廃駅）である。電報略号はミシ。利用者僅少に伴い2006年（平成18年）3月18日に廃駅となった。

## 歴史
- 1957年（昭和32年）2月1日 - 日本国有鉄道宗谷本線の幌延駅 - 下沼駅間に南下沼仮乗降場（局設定）として新設開業[2][3]。
- 1987年（昭和62年）4月1日 - 国鉄分割民営化によりJR北海道に継承。同時に駅に昇格。南下沼駅となる[3][2]。
- 1990年（平成2年）3月10日 - 営業キロ設定。
- 2006年（平成18年）
  - 3月18日 - 利用者僅少に伴い廃止となる[1][2]。
    - 幌延町では「通学生の卒業と同時に廃止」としている[4]。
    - 廃止直前には当時運行していた普通列車5往復中、朝夕の2往復しか停車しなかった。

## 駅構造
廃止時点で、単式ホーム1面1線を有する地上駅であった。ホームは線路の南西側（稚内方面に向かって左手側）に存在した。分岐器を持たない棒線駅となっていた。
仮乗降場に出自を持つ無人駅となっており、駅舎は無いがホーム出入口附近に待合所を有していた。待合所はトタン張りの建物であった。ホームは木造で稚内方（西側）にスロープを有し駅施設外に連絡していた。
いわゆる秘境駅のひとつに数えられていた。

## 駅名の由来
当駅の所在する地「下沼」の南に位置していたため「南」を冠していた。

## 利用状況
かつては隣駅の下沼駅から当駅そばの小中学校（ともに1982（昭和57）年3月閉校）への通学に使用された。
- 1992年度（平成4年度）の1日乗降客数は0人[5]。

## 駅周辺
南下沼駅の上り方（名寄方面）には、かつてトンネルが存在した。当時、そのトンネルを列車が通過する際に「男女の幽霊が出没し、ヒソヒソ話の声がする」といった、石北本線の常紋トンネルと類似する風説が広まり、世間の間で恐れられたためにトンネルが切通し化された。また、その近くには見張り所が存在し、1955年（昭和30年）頃にはトンネルの切通しの法面改良試験工事の飯場が建てられた。そこで人夫として勤務していた夫婦が悲惨な最期を遂げたらしく、その怨みからか夜間になると「下駄の足音が聞こえる」「見張り所の戸を叩く音がし、女性の幽霊が出没した」という。
現在は、南下沼駅付近の203キロポスト地点付近（切通しの西側）に地蔵尊が祀られている。
- 国道40号（天塩国道）
- 北海道道972号浜里下沼線
- サロベツ原野
- 幌延町立下沼小中学校跡地（1982（昭和57）年3月閉校）[11]

## 隣の駅
北海道旅客鉄道
■宗谷本線
幌延駅 (W72) - *南下沼駅 - 下沼駅 (W73)
*打消線は廃駅